# رماد بركاني

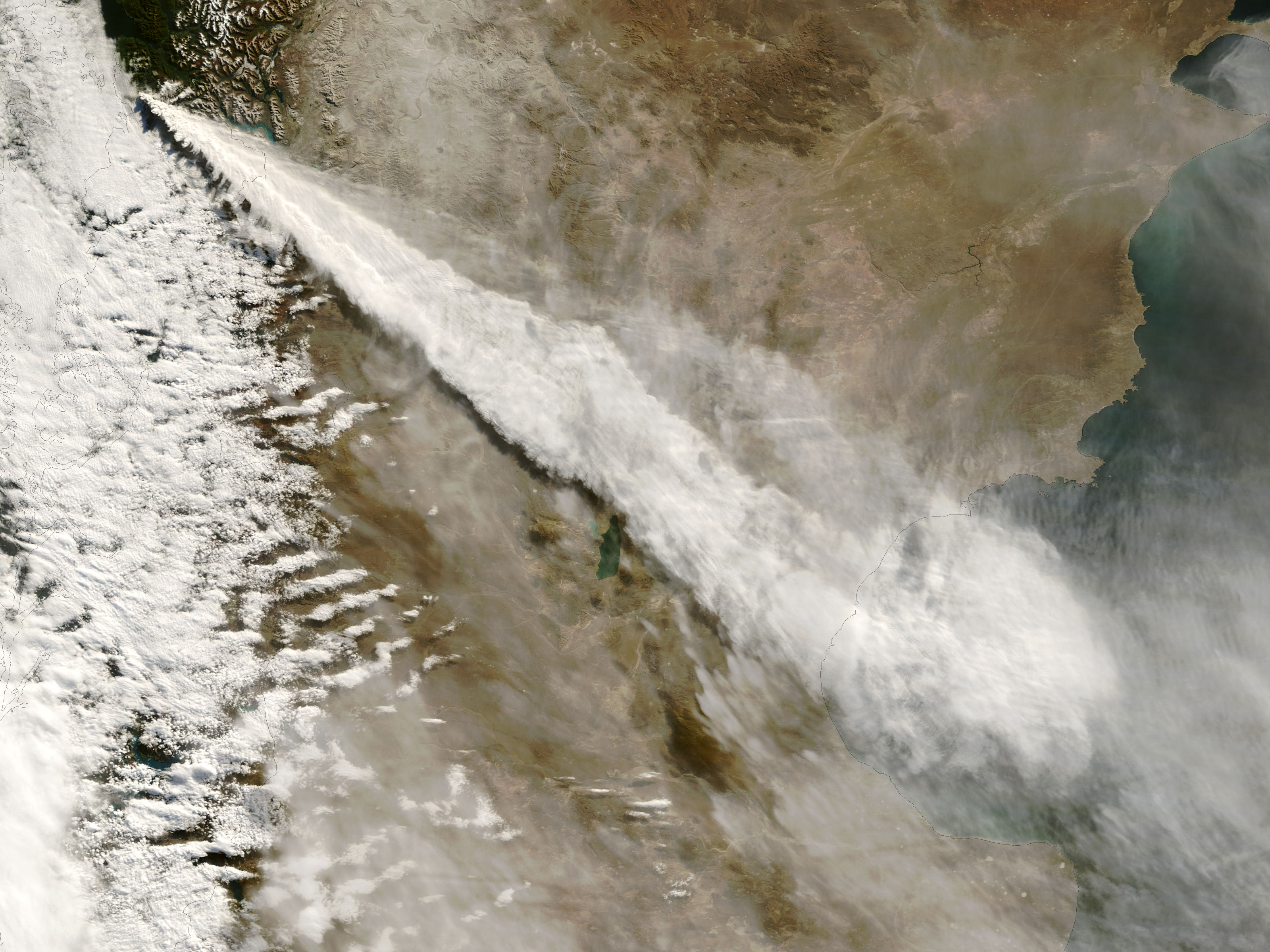
لوافظ الغبار البركاني أثناء هياج بركان تشايتن بالمحيط الهادي عام 2008.(صورة بالقمر الصناعي)

الغبار بركاني أو الرماد بركاني يتكون من تفرا المتكونة من مسحوق الصخر والزجاج الناشئة وقت النشاط البركاني، يبلغ حجم حبيباته أقل من 2 مليمتر. ونعرف ثلاثة طرق لتكون الغبار البركاني : التصريف الغازي والخلخلة الضغطية المصاحبة للتشاط البركاني، والانكماش المفاجئ للماجما عند التقائها بالماء، وتصريف حبيبات تكونت سابقا أثناء اللواظ البخارية. ويؤدي الانفجار البركاني الشديد المحتوي على البخار إلى تفتت الصخر والماجما المتصلبة في عنق البركان إلى حبيبات بين حجم الطفة البركانية والرمل. وقد تؤدى اللوافظ البركانية إلى صعوبة التنفس، وتعطل الآلات، وقد تزيد تلك المؤثرات في الشدة بحيث يحدث ما يسمى الشتاء العالمي وهو حجب غبار واسع وكثيف لأشعة الشمس لزمن طويل، فتبرد الأرض.
يترسب الغبار البركاني على الأرض وقد يتسبب ترسب كميات كبيرة منه إلى اضطراب في البيئة الحيوية، كما قد يتسبب في دمار أسقف البيوت التي يتجمع عليها، إلا أنه على المدى الطويل فهو يُصلح الأرض الزراعية ويزيد خصوبة الأرض. وقد يتصلب الرماد البركاني مكونا ما يسمى طفة بركانية. ويستخدم كطوب لبناء المباني. وقد يؤدي تعاقب نشاط البركان عبر زمن طويل وتراكمه إلى تشكيل الجبال البراكانية.

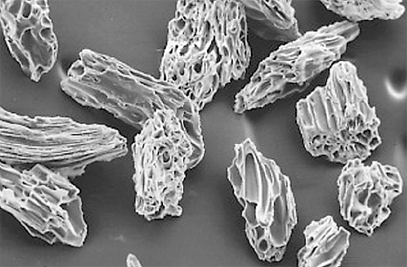
حبيبات الغبار البركاني تحت المجهر

## اقرأ أيضا
- انفجار بركاني
- انبثاق بركاني
- بركان طبقي
- بركان درعي
- بركان تصدعي
- صهارة
- لابة
- لوافظ آيسلندا
- بركان كليفلاند ألاسكا